# 309

## Decese
- 16 ianuarie: Papa Marcel I  (n. 255)
- dată necunoscută: Sfântul Mina  (n. 285)
- 16 februarie: Pamfil din Cezareea  (n. 240)